# Willemia bedosae
Willemia bedosae är en urinsektsart som beskrevs av D'Haese 1998. Willemia bedosae ingår i släktet Willemia och familjen Hypogastruridae. Inga underarter finns listade i Catalogue of Life.